# Anilocra abudefdufi
Anilocra abudefdufi är en kräftdjursart som beskrevs av Williams 1981. Anilocra abudefdufi ingår i släktet Anilocra och familjen Cymothoidae. Inga underarter finns listade i Catalogue of Life.